# Lorenzo Mangiante
Lorenzo Mangiante (Brescia, 14 de março de 1891 — Curitiba, 16 de junho de 1936) foi um ginasta italiano que competiu em provas de ginástica artística pela nação.
Mangiante é o detentor deuma medalha olímpica, conquistada na edição de 1912, nos Jogos de Estocolmo. Na ocasião, foi o vencedor da prova coletiva ao lado de seus dezessete companheiros de equipe, quando derrotaram as seleções da Hungria e Reino Unido.